# EClicto
eClicto — перший польський пристрій для читання електронних книг, що дозволяв прослуховувати MP3-музику або аудіо-книг. Він зроблений польською компанією Kolporter Info SA. eClicto був випущений 10 грудня 2009 (з 100 безкоштовними електронними книгами) за ціною 899 злотих. Він підтримує ePub, pdf і txt файли.
Є кілька моделей пристроїв для читання електронних книг, поширених в Польщі, в тому числі iLiad і Cybook. Єдина проблема полягає у відсутності книг польською мовою, доступних в таких мобільних форматах, як ePub. eClicto покликаний змінити це .
eClicto є також назвою магазину електронних книг польською мовою.